# Hans von Campenhausen

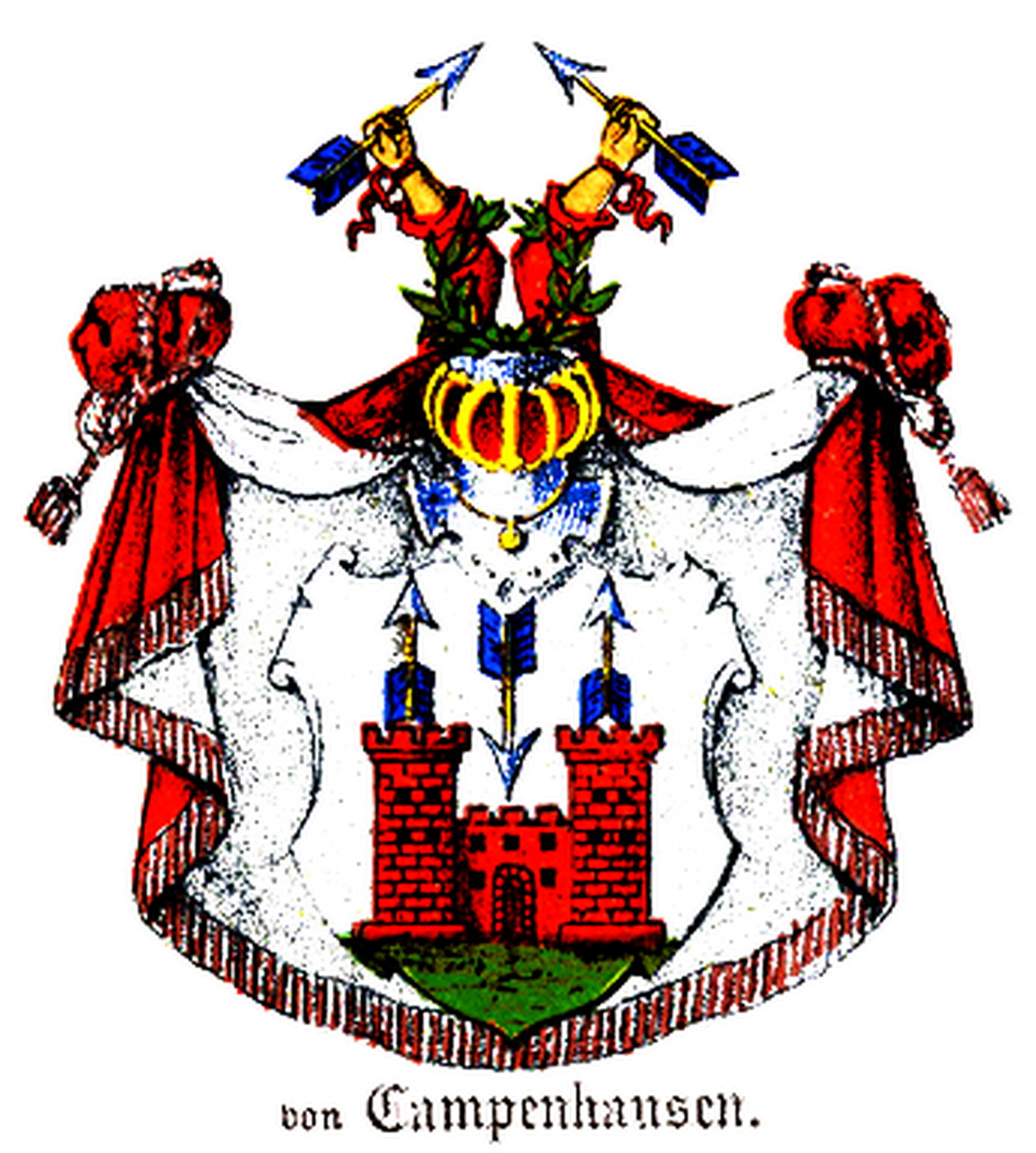
Stammwappen derer von Campenhausen

Hans Erich Freiherr von Campenhausen (* 16. Dezember 1903 in Rosenbeck, Gouvernement Livland, Russisches Kaiserreich; † 6. Januar 1989 in Heidelberg) war ein deutsch-baltischer evangelischer Theologe. Er gilt als einer der bedeutendsten evangelischen Kirchenhistoriker im 20. Jahrhundert.

## Leben und Wirken
Hans von Campenhausen entstammte dem grundbesitzenden freiherrlichen Adelsgeschlecht derer von Campenhausen. Von Campenhausen wurde Opfer der russischen Revolution. Sein Vater wurde während der Revolutionswirren 1919 umgebracht und er kam ins Gefängnis. Seiner Familie gelang schließlich die Flucht nach Deutschland. 1922 legte er das Abitur in Heidelberg ab. Anschließend studierte er an den Universitäten Heidelberg und Marburg Theologie und Geschichte. Besonders prägten ihn die Theologen Rudolf Bultmann und Hans Freiherr von Soden. Methodisch übte Martin Dibelius größten Einfluss auf ihn aus. Campenhausen wurde 1926 in Heidelberg promoviert mit der von Hans von Schubert betreuten Arbeit über Ambrosius von Mailand als Kirchenpolitiker. Seine Habilitation erfolgte 1928 mit einer von Hans von Soden angeregten Arbeit über Passionssarkophage. 1930 erhielt er die wenig lukrative Stelle eines Inspektors am Theologischen Stift in Göttingen.
Trotz seiner Unterzeichnung des Bekenntnisses der Professoren an den deutschen Universitäten und Hochschulen zu Adolf Hitler und dem nationalsozialistischen Staat am 11. November 1933 stand von Campenhausen dem Nationalsozialismus distanziert gegenüber. Er hielt hauptsächlich die Handlungsfreiheit Deutschlands nach innen und außen für notwendig und trat anschließend der Bekennenden Kirche bei. Die Distanz zum Nationalsozialismus verhinderte auch, dass er bis zum Kriegsende Professor wurde. Seit 1935 übernahm er Lehrstuhlvertretungen und Lehraufträge an den Universitäten in Gießen, Greifswald, Göttingen, Kiel, Heidelberg und Wien. Zwei Berufungen scheiterten aus politischen Gründen: 1935 sollte er die Nachfolge Heinrich Bornkamms in Gießen und 1937 die Nachfolge Walther Köhlers als Professor für Kirchengeschichte an der Universität Heidelberg antreten.
Seit 1945 war er als Nachfolger seines Lehrers Hans von Schubert Professor für Kirchengeschichte in Heidelberg. 1946 wurde er zum Rektor gewählt. In Heidelberg entstanden mit Kirchliches Amt und geistliche Vollmacht in den ersten drei Jahrhunderten (1953) und Die Entstehung der christlichen Bibel (1968) seine wichtigsten Werke. Seine Darstellungen über die historischen Kirchenväter (Lateinische Kirchenväter und Griechische Kirchenväter) wurden mehrfach neu aufgelegt und vielfach übersetzt. Außerdem veröffentlichte er zahlreiche Studien zur alten Kirche. Er war seit der Gründung der Patristischen Kommission der Westdeutschen Akademien der Wissenschaft von 1960 bis 1980 ihr Präsident. Nicht weniger bedeutend war von Campenhausen als akademischer Lehrer. Aus seiner Lehrtätigkeit gingen 15 spätere Hochschullehrer hervor. Es ist wohl die größte Schülerschar im 20. Jahrhundert eines protestantischen Kirchenhistorikers nach Adolf von Harnack. Eine starke Sehbehinderung erschwerte ihm zunehmend das wissenschaftliche Arbeiten in seinen letzten Lebensjahren und macht es schließlich ganz unmöglich.
Ihm wurden Ehrendoktorwürden der Universitäten Göttingen, Oslo, St. Andrews, Uppsala und Wien verliehen. Mehr als 40 Jahre gehörte er der Heidelberger Akademie der Wissenschaften an. Er war korrespondierendes Mitglied der British Academy und der Göttinger Akademie der Wissenschaft. Er war außerdem Ehrenmitglied der American Academy of Arts and Sciences (1972).
Sein Sohn Axel Freiherr von Campenhausen wurde Professor für Kirchenrecht.

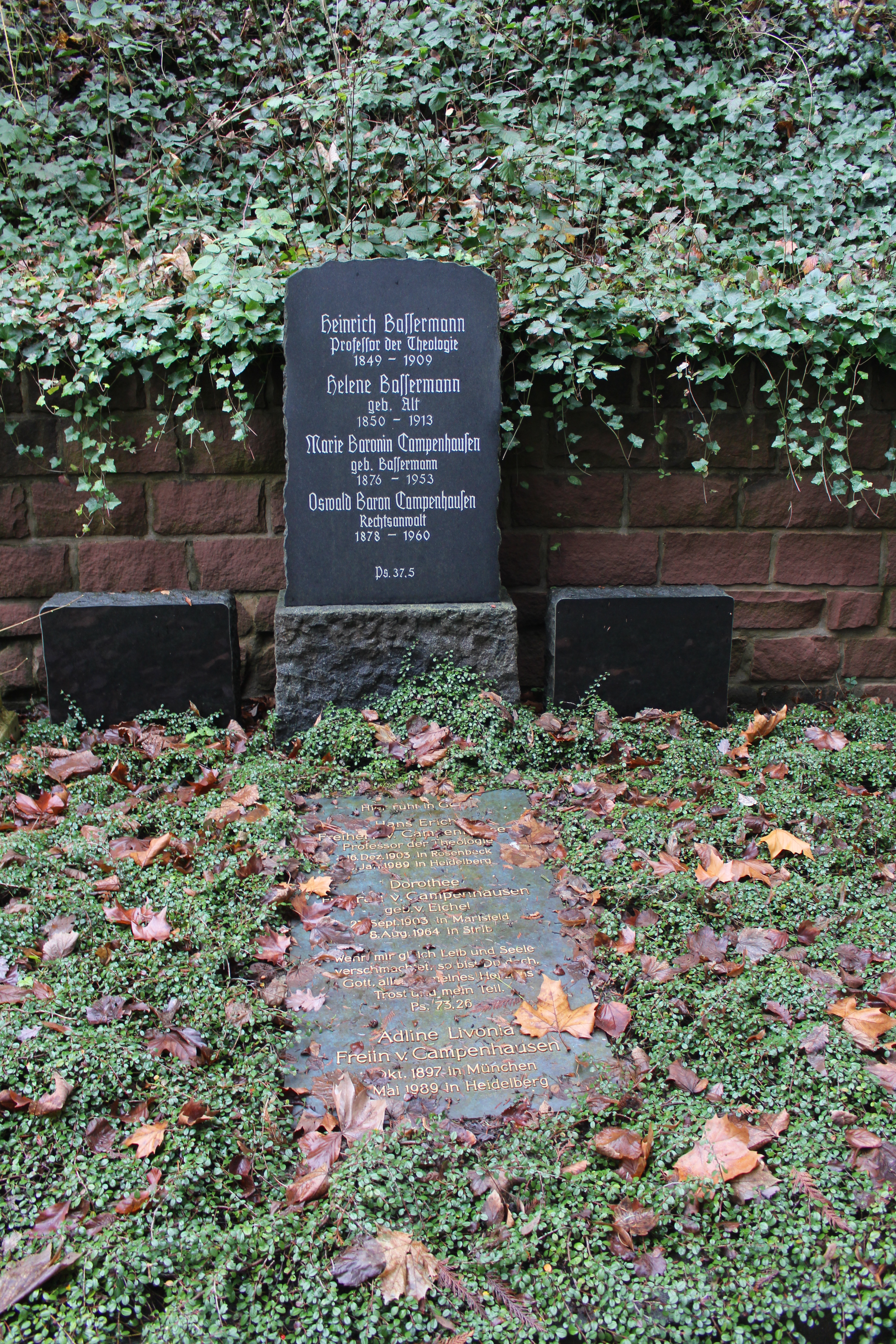
Familiengrabstätte Bassermann und von Campenhausen, Bergfriedhof Heidelberg

## Schriften (Auswahl)
- Ambrosius von Mailand als Kirchenpolitiker. de Gruyter, Berlin 1929.
- Die Passionssarkophage zur Geschichte eines altchristlichen Bildkreises. Marburg 1929.
- Die Idee des Martyriums in der alten Kirche. Vandenhoeck & Ruprecht, Göttingen 1936.
- Kirchliches Amt und geistliche Vollmacht in den ersten drei Jahrhunderten. Mohr, Tübingen 1953.
- Griechische Kirchenväter. Kohlhammer, Stuttgart 1955; 8. Auflage 1993, ISBN 3-17-012887-6.
- Lateinische Kirchenväter. Kohlhammer, Stuttgart 1960; 7. unveränderte Auflage 1995, ISBN 3-17-013504-X.
- Aus der Frühzeit des Christentums. Studien zur Kirchengeschichte des 1. und 2. Jahrhunderts. Mohr, Tübingen 1963.
- Die Entstehung der christlichen Bibel. Mohr, Tübingen 1968; Nachdruck 2003.
- Theologenspieß und –spaß. Hamburg 1973, ISBN 3-7990-0133-9.
- Die „Murren“ des Hans Freiherr von Campenhausen. „Erinnerungen, dicht wie ein Schneegestöber“. Autobiographie. Herausgegeben von Ruth Slenczka. Norderstedt 2005, ISBN 3-8334-2955-0.